# Now You're Gone – The Album
Now You're Gone – The Album är ett musikalbum från 2008 av Basshunter.

## Låtlista
1. "Now You're Gone"
2. "All I Ever Wanted"
3. "Please Don't Go"
4. "I Miss You"
5. "Angel in the Night"
6. "In Her Eyes"
7. "Love You More"
8. "Camilla"
9. "Dream Girl"
10. "I Can Walk on Water"
11. "Bass Creator"
12. "Russia privjet"
13. "Boten Anna"
14. "DotA"
15. "Now Youre Gone" (Fonzerelli Edit)
16. "All I Ever Wanted" (Fonzerelli Edit)

## Listplaceringar
| Lista (2009/2010)                          | Högsta position |
| ------------------------------------------ | --------------- |
| Storbritannien                             | 1               |
| Nya Zeeland                                | 1               |
| Irland                                     | 2               |
| Förenta staterna (Dance/Electronic Albums) | 14              |
| Österrike                                  | 17              |
| Belgien (Vallonien)                        | 31              |
| Schweiz                                    | 32              |
| Finland                                    | 35              |
| Frankrike                                  | 36              |
| Sverige                                    | 38              |
| Polen                                      | 43              |
| Förenta staterna (Heatseekers Albums)      | 45              |
| Europa                                     | 6               |

## Certifikat
| Land                   | Certifikat | Certifierat antal/Försäljning |
| ---------------------- | ---------- | ----------------------------- |
| Danmark (IFPI Danmark) | Guld       | 10 000                        |
| Nya Zeeland (RMNZ)     | 2× Platina | 22 000                        |
| Storbritannien (BPI)   | Platina    | 376 017                       |